# Naissance en 843
Naissance
- 839
- 840
- 841
- 842
- 843
- 844
- 845
- 846
- 847

Cette page dresse une liste de personnalités nées au cours de l'année 843 :
- Ibn al-ʿAbbās Muḥammad al-Yazīdī, philologue et grammairien
- Wifred I (it), comte de Plaisance

## Crédit d'auteurs
- Cet article est partiellement ou en totalité issu de l'article intitulé « 843 » (voir la liste des auteurs).